# Gary Bond
Gary James Bond (ur. 7 lutego 1940 w Liss, zm. 12 października 1995 w Ealing w Londynie) – angielski aktor telewizyjny, teatralny i filmowy i piosenkarz (tenor), zdobył największą sławę w teatrze muzycznym, zwłaszcza w produkcjach Andrew Lloyda Webbera, m.in. jako George Dillingham w musicalu Aspekty miłości (Aspects of Love) w Piccadilly Theatre.

## Życiorys

### Wczesne lata
Urodził się w hrabstwie Hampshire jako syn zawodowego żołnierza, który zmarł w grudniu 1955, gdy Bond miał 16 lat. Ukończył Churcher’s College w Petersfield. Uczył się aktorstwa w Central School of Speech and Drama.

### Kariera
W wieku 23 lata otrzymał pracę w Connaught Theatre w Worthing. Rok później pojawił się w Royal Court Theatre w Londynie w roli Pipa w sztuce Arnolda Weskera Żetony (Chips). W 1968 na scenie Prospect Theatre Company grywał w klasycznych rolach, m.in. jako Sebastian w Wieczorze Trzech Króli i jako płomienny Sergiusz w komedii Żołnierz i bohater Shawa. W 1970 na deskach Open Air Theatre w Regent's Park grał Benedykta w Wiele hałasu o nic i namiętnwgo i młodzieńczego Byrona w The Lord Byron Show. 
Pierwszy sukces Bonda jako piosenkarza i tancerza przyszedł wraz z występem w rewii muzycznej wystawionej przez Briana Epsteina w Saville Theatre w Londynie. Zdobył popularność w roku 1972 jako Józef w musicalu Andrew Lloyda Webbera Józef i cudowny płaszcz snów w technikolorze (Joseph and the Amazing Technicolor Dreamcoat) na Edinburgh Fringe, następnie na Roundhouse w Camden Town, na West End i Albery Theatre. W 1978 zastąpił piosenkarza pop Davida Essexa w roli Che Guevary w musicalu Webbera Evita. 
W 1964 zagrał rolę szeregowego Cole’a w filmie Zulu u boku Michaela Caine'a i Stanleya Bakera. W telewizyjnym serialu BBC Wielkie nadzieje (Great Expectations, 1967) wystąpił jako Pip, a w wojskowym serialu przygodowym Thames Television Linia (Frontier, 1968) grał rolę młodego pułkownika armii indyjskiej.

### Życie prywatne
W latach 1969–76 był związany z aktorem Jeremym Brettem. Od 1979 przez 16 lat dzielił swój dom z amerykańskim artystą i ilustratorem EJ Taylorem, który go utrzymywał podczas choroby. 12 października 1995 w wieku 55 lat, dokładnie miesiąc po śmierci Jeremy’ego Bretta, Bond zmarł z powodu powikłań związanych z AIDS.

## Filmografia

### Filmy fabularne
| Rok  | Tytuł                                                                                           | Rola           | Reżyser         |
| ---- | ----------------------------------------------------------------------------------------------- | -------------- | --------------- |
| 1964 | Zulu                                                                                            | szeregowy Cole | Cy Endfield     |
| 1969 | Anna tysiąca dni (Anne of the Thousand Days)                                                    | Smeaton        | Charles Jarrott |
| 1971 | Na krańcu świata (Wake in Fright)                                                               | John Grant     | Ted Kotcheff    |
| 1972 | Józef i cudowny płaszcz snów w technikolorze (Joseph and the Amazing Technicolor Dreamcoat, TV) | Józef          | Peter Plummer   |

| Rok  | Tytuł                                 | Role                    |
| ---- | ------------------------------------- | ----------------------- |
| 1964 | Camera Three                          | Pip Thompson            |
| 1964 | The Wednesday Play                    | James Nash              |
| 1964 | Z Cars                                | Alfred Hughes           |
| 1964 | The Indian Tales of Rudyard Kipling   | porucznik Bobby Wick    |
| 1965 | Theatre 625                           | Robert Matthews         |
| 1965 | No Hiding Place                       | Paul Black              |
| 1965 | Love Story                            | Billy                   |
| 1965 | Riviera Police                        | David Cataret           |
| 1965 | Thirty-Minute Theatre                 | Simon                   |
| 1965 | Redcap                                | szeregowy Brian Staples |
| 1967 | Wielkie nadzieje (Great Expectations) | Pip                     |
| 1981 | Tales of the Unexpected               | Max de Marechal         |
| 1983 | Hart to Hart                          | Arthur Lovejoy          |
| 1985 | Great Performances                    | John Worthing, JP       |
| 1986 | Love and Marriage                     | Tom Webber              |
| 1986 | Lytton's Diary                        | Dan Hinton              |
| 1988 | Hannay                                | Ned Jollifant           |
| 1989 | Po wojnie (After the War)             | Aubrey Jellinek         |
| 1990 | Bergerac - odc. All the Sad Songs     | Tony Hubbard            |